# Hosahalli, Krishnarajanagara
Hosahalli là một làng thuộc tehsil Krishnarajanagara, huyện Mysore, bang Karnataka, Ấn Độ.